# Caroline Steiger
Caroline Steiger, verheiratete Lebrun (* 28. April 1800 in Hamburg; † 23. Januar 1886 ebenda) war eine deutsche Schauspielerin.

## Leben
Steiger war eine Tochter des Schauspielers Anton Steiger. Bereits mit drei Jahren, am 24. Juni 1803, war sie erstmals auf einer Bühne (Hamburger Stadttheater) als Infantin Clara Eugenia in Schillers Don Karlos zu sehen. Der Intendant Friedrich Ludwig Schröder beauftragte seinen Regisseur Friedrich Ludwig Schmidt, einige publikumswirksame Stücke für Caroline zu schreiben und zu inszenieren.
1822 heiratete sie in Hamburg den Schauspieler Karl August Lebrun. Ihre drei Töchter Louise (* 1822), Antonie (* 1823) und Julinka Lebrun (* 1825) ergriffen später ebenfalls den Beruf der Schauspielerin.

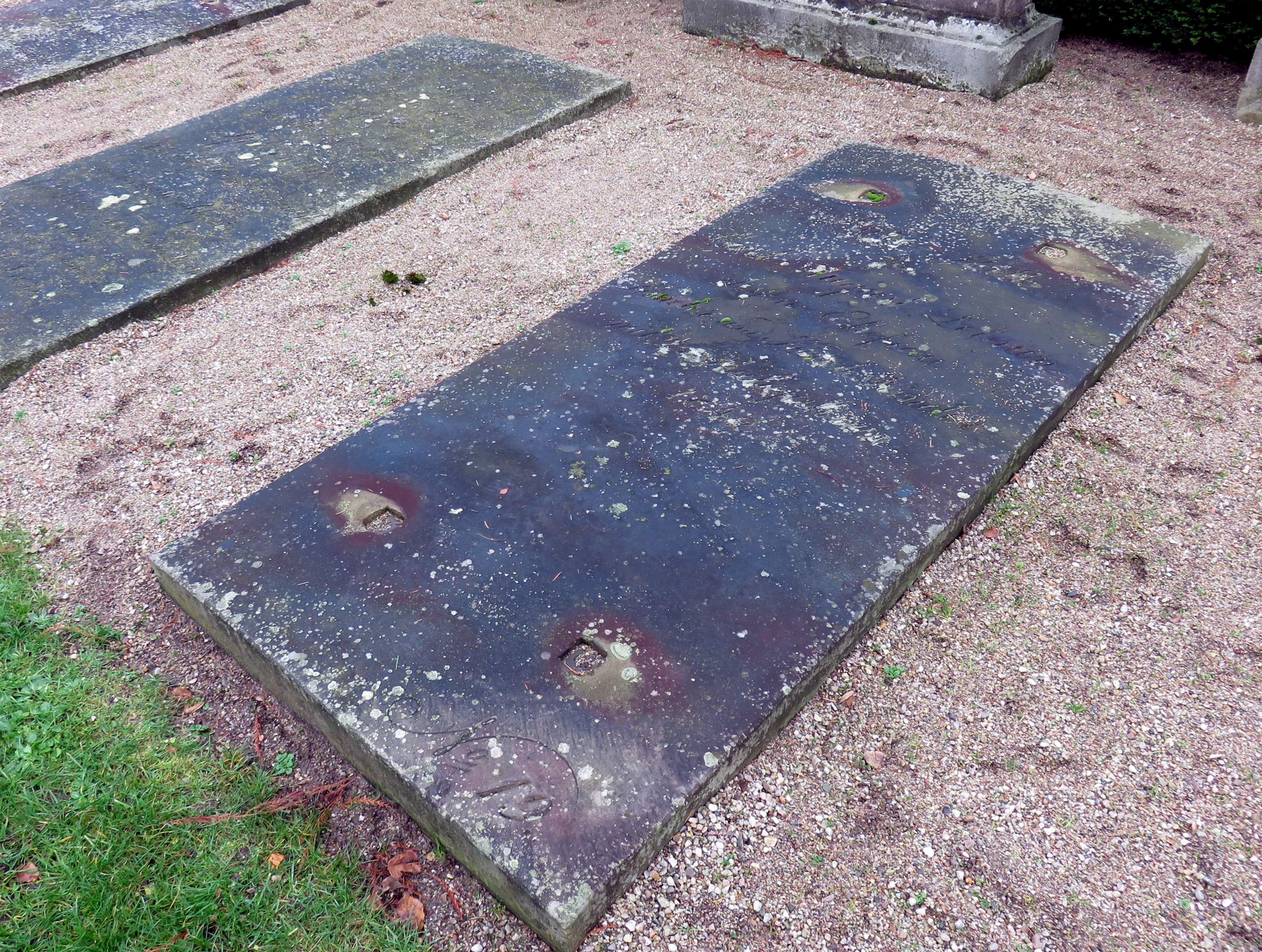
Grabplatte Lebrun, Grabmal–Freilichtmuseum Heckengarten

Steiger unternahm keine Tourneen und gab nur in der näheren Umgebung Hamburgs einige wenige Gastspiele. Sie gab 1852 ihre offizielle Abschiedsvorstellung. Später war sie nur noch für einige wenige Anlässe wie Wohltätigkeitsvorstellungen auf der Bühne zu sehen.
Neun Wochen vor ihrem 86. Geburtstag starb Caroline Steiger am 23. Januar 1886 in Hamburg.
Im Grabmal-Freilichtmuseum Heckengarten auf dem Ohlsdorfer Friedhof befindet sich die Original–Grabplatte für „Carl August Lebrün / dessen Ehefrau / Kinder und Kindeskinder / mit 25 Ruhejahren / 1842“.
An „Carl August Lebrun 1792–1842“ und „Caroline Johanna Marianne Lebrun geb. Steiger 1800–1883“ wird darüber hinaus im Althamburgischen Gedächtnisfriedhof des Ohlsdorfer Friedhofs auf der linken Hälfte der Doppel–Sammelgrabplatte Stadt-Theater erinnert (unmittelbar links neben der Sammelgrabplatte Thalia–Theater gelegen).